# 少年筆耕
"少年笔耕"源自故事集"爱的教育"，作者为爱德蒙多•德•亚米契斯，内容叙说家境贫困的十岁男孩叙里奥为年事已高的父亲抄写订单维持生活所需，但被父亲误解，最后真相大白的感人故事。
主要人物
叙里奥，十岁。小学生，善良，十分关爱家人。
叙里奥之父，大约4、50岁。对叙里奥很严格。